# Octavian Gheorghiu
Octavian Emilian Gheorghiu (n. 1921, Parcheș, România – d. 1979) a fost un matematician român.
În 1940 a absolvit liceul din Tulcea, iar în 1944 era licențiat în matematică.
În perioada 1946 - 1949 ocupă postul de asistent la Catedra de Analiză Superioară și Logică Matematică pe lângă Universitatea din București.
În 1949 este numit conferențiar de matematică la Universitatea Politehnica Timișoara.

## Activitate științifică
Activitatea sa principală a constat în geometrizarea ecuațiilor cu derivate parțiale liniare sau neliniare.
De asemenea, a dezvoltat studiul obiectelor geometrice definite de ecuații cu derivate parțiale.
A studiat diferite sisteme de ecuații funcționale și a demonstrat cum se obțin familiile de soluții generale măsurabile.
A extins cercetările mai multor matematicieni români și străini asupra caracterizării funcționale a funcțiilor trigonometrice prin ecuații funcționale sau sisteme de ecuații funcționale.
A publicat multe memorii, lucrări didactice, articole, unele în colaborare cu B. Cristici, V. Mioc și a fost influențat de J.A Schouten, Sierpinski, St. Golab, V. Wagner, I.E. Pensov, Paul Appel, Poisson, J. Aczél etc.